# 北洋陆军第七师
北洋陆军第七师，是辛亥革命之后，中华民国政府新组建的一支部队。
1913年二次革命前夕，陆军第六师（原清朝北洋陆军第六镇）一部分开赴前线，留下一部分扩编为陆军第七师，驻地北京南苑。张敬尧首任师长 ，冯玉祥曾为该师14旅旅长。